# Lord-lieutenant du North Riding of Yorkshire
Le poste de lord-lieutenant du North Riding of Yorkshire A été créé en 1660, à la Restauration, et a été aboli le 31 mars 1974. De 1782 à 1974, tous les Lords Lieutenant étaient également Custos Rotulorum of the North Riding of Yorkshire.

## Lord-lieutenants du North Riding of Yorkshire jusqu'en 1974
- Thomas Belasyse, 2e vicomte Fauconberg 27 juillet 1660 – 19 novembre 1687
- Charles Fairfax, 5e vicomte Fairfax d'Emley 19 novembre 1687 – 5 octobre 1688
- Henry Cavendish (2e duc de Newcastle) 5 octobre 1688 – 28 mars 1689
- Thomas Belasyse (1er comte Fauconberg, 1627-1700) 28 mars 1689 – 4 avril 1692
- Thomas Osborne (1er duc de Leeds) 4 avril 1692 – 23 septembre 1699
- Arthur Ingram 3e vicomte de Irvine 23 septembre 1699 – 21 juin 1702
- John Sheffield 1er duc de Buckingham et Normanby 11 juin 1702 – 16 avril 1705
- John Holles (1er duc de Newcastle) 16 avril 1705 – 15 juillet 1711
- John Sheffield, 1er duc de Buckingham et Normanby 19 septembre 1711 – 27 décembre 1714
- Robert Darcy (3e comte d'Holderness) 27 décembre 1714 – 20 janvier 1721
- Sir Conyers Darcy 7 mars 1722  – 31 mai 1740
- Robert Darcy (4e comte d'Holderness) 31 mai 1740 – 6 février 1778
- Henry Belasyse (2e comte Fauconberg) 6 février 1778 – 23 mars 1802
- George Osborne (6e duc de Leeds) 10 avril 1802 – 10 juillet 1838
- Thomas Dundas (2e comte de Zetland) 28 juillet 1838 – 6 mai 1873
- George Robinson 1er marquis de Ripon) 21 mars 1873 – 4 mai 1906
- Sir Thomas Bell, 2e baronnet 4 mai 1906 – 29 juin 1931
- Geoffrey William Algernon Howard 21 septembre 1931 – 20 juin 1935
- William Orde-Powlett 5e baron Bolton) 19 juillet 1935 – 11 décembre 1944
- Lawrence Dundas (2e marquis de Zetland) 28 février 1945 – 12 juin 1951
- Sir William Worsley 4e baronnet 12 juin 1951 – 15 juin 1965
- Oswald Phipps (4e marquis de Normanby) 15 juin 1965 – 31 mars 1974†

†Devenue Lord-lieutenant du North Yorkshire.